# HK Canis Majoris
HK Canis Majoris (HK CMa / 12 Canis Majoris / HD 49333 / HR 2509) es una estrella variable en la constelación del Can Mayor.
Catalogada como variable Alfa2 Canum Venaticorum, su brillo oscila entre magnitud aparente +6,06 y +6,09 a lo largo de un período de 2,181 días.
Se encuentra a 665 años luz de distancia del sistema solar.
Aunque en la base de datos SIMBAD HK Canis Majoris aparece clasificada como gigante de tipo espectral B7II/III, otros estudios la consideran una estrella de tipo B5V de solo 18,6 millones de años de edad, lo que corresponde al 16 % de su vida como estrella de la secuencia principal.
Es una estrella químicamente peculiar, que presenta sobreabundancia de silicio pero empobrecimiento de helio.
Al igual que otras estrellas análogas, posee un intenso campo magnético efectivo <Be> que, en su caso, alcanza los 618 G.
Su temperatura efectiva ha sido estimada entre 15.205 y 16.443 K, consecuencia de la dificultad de evaluar este parámetro en esta clase de estrellas.
Con un radio 2,7 veces más grande que el radio solar, su período de rotación es de 2,18 días.
Brilla con una luminosidad 340 veces mayor que la del Sol y es 4,3 veces más masiva que este.